# 消暑樂祭
消暑樂祭，是愛爾蘭出生的日本現役純種競賽馬匹。目前主要勝利有2024年高松宮紀念。

## 出賽前
2019年3月29日出生於愛爾蘭育馬者Moyglare Stud Farm Ltd旗下牧場，成長途中被引入日本並於一口馬主俱樂部Sunday Racing Co. Ltd.進行馬主募集。
其後交由栗東訓練中心練馬師池添學訓練。

## 競賽生涯

### 3歲
2022年1月23日出戰中京競馬場3歲新馬戰，比賽途中採用保持於先頭位置下於直路表現出些微的加速，但最終仍然以第三完賽。
其後出戰3歲未勝利戰，採用領放戰術下未能一放到底，最終於最後關頭被Vanderbilt及魔族力驥追過再度獲得第三。
5月28日繼續於3歲未勝利戰挑戰，本次比賽成功搶頭後順勢領放，進入最後直路未見力弱下繼續加速，最終成功跑出全場最快末腳速度並拋離後方追擊的點滴耀彩 5馬位取得首勝。
贏得首勝利後其於本年度主要挑戰捷馬戰，於大牟田特別、知多特別及知立錦標三場賽事中均以前置的方式推進，最終以優秀的表現達成四連勝。

### 4歲
進入2023年，其於年初出戰絲路錦標，為其首次挑戰分級賽。比賽開始後，其迅速搶出並佔據位置領放，於比賽途中一直保持領先的位置。進入直路後，其仍然維持不俗的勢頭堅守於前方，可惜於最後100米時被後方勢頭更凌厲的奈村佳盈及初勁超越，最終以第三完賽。
其後於4月出戰表列賽春雷錦標，本次比賽其面對較為濕軟的場地仍然可以搶佔先頭位置，於比賽途中一直維持穩定的走勢。進入最後直路後，其成功超越領放馬加市侍衛並鬥贏一同衝出的美肌，以頸位優勢壓贏對手取得勝利。

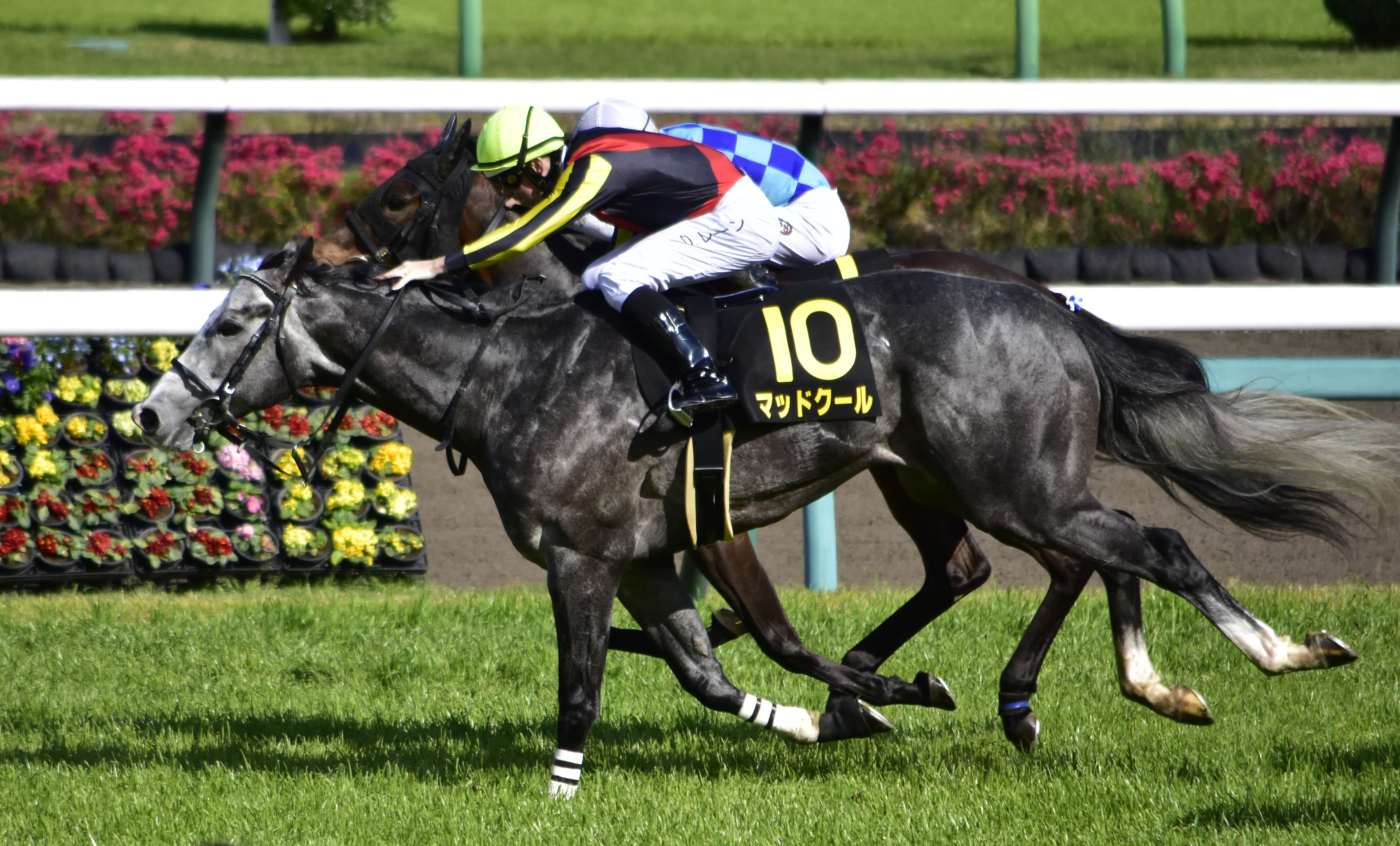
出戰春雷錦標的消暑樂祭

稍為休養後於7月出戰CBC賞，但未能維持速度下於直路中段開始失速，最終以第九大敗，亦為其首次跌出頭三。
進入秋季後，其以短途馬錦標作為秋季起動戰，賽前僅獲得第六人氣。比賽開始後，其繼續一貫的先行跑法，將自身保持於約莫第四、五左右的位置，並於比賽途中和領放馬保持不遠的距離。進入直路後，其順應騎師坂井瑠星的指揮於內欄位置衝刺並逐步透出，可惜於最後關頭仍然未能超越有讓磅優勢的大海女神，以頭位差距落敗。
12月陣營安排其遠征香港出戰香港短途錦標，比賽初段於保持於約莫第五的位置，並一直跟隨前方的主隊馬金鑽貴人推進。然而進入直路後，其嘗試於中檔加速但明顯未有衝勢，最終不斷後退下以第八落敗。

### 5歲
2024年首戰直接為一級賽高松宮紀念，賽前因遠征的大敗僅獲得第六人氣。比賽開始後，其繼續施展先行戰術並保持於第二、三左右的內欄位置，於通過彎道時即使面對內欄較為泥濘的賽道仍然未有外閃的行動。進入直路後，消暑樂祭繼續以貼欄的姿態衝刺，最終於直路中後段超越領放的香港代表維港智能，並於最後關頭成功抵擋後方以極凌厲姿態加速的奈村佳盈，以頭位優勢險勝對手取得，首個一級賽冠軍。憑藉此次勝利，馬主Sunday Racing Co. Ltd.成為日本賽馬史上首個制霸包含兩場跳欄一級賽在內的26場中央一級賽的馬主，而練馬師池添學的兄長池添謙一繼2012年策騎真機伶勝出此賽後，相隔12年實現兄弟制霸，亦是此賽事首次出現「兄弟騎師、練馬師制霸」。
其後再度遠征香港，以主席短途獎為目標，繼續由坂井瑠星策騎。比賽開始後，其隨即於外檔位置迅速搶佔前方位置，但於通過彎道時候經已開始力弱，最終於直路繼續失速之下逐漸被其他賽駒超越，以包尾第十一大敗。
返回日本後，以短途馬錦標作為目標，比賽初段未有選擇前置策略，而是保持於中團位置逐步推進。進入直路後，其嘗試於中團位置展開加速，但追最終力弱下以第十二大敗。
年末出戰阪神盃作為年度最後一戰，比賽初段選擇衝前進佔先頭的位置，保持於劍手就位及朝霞大王後方位置逐步推進。進入直路後，其隨即加速並超越兩匹力弱的對手透出，於中段位置一度取得領先並保持不俗的走勢，可惜於最後關頭被外檔以猛烈勢頭衝出的奈村佳盈超越，以1/2馬位敗於對手取得第二。

### 6歲
2025年直接以高松宮紀念作為目標，比賽初段於1檔起步迅速下進佔前方位置，其後因極級必勝搶前而稍為後退，維持在約莫第四、五的中團位置。進入直路後，其繼續處於內欄的位置逐步加速衝刺，但受到不少滯塞下始終未能突圍，最終以第六的戰績完賽。
其後增程出戰安田紀念，為其自新馬戰以來再次挑戰1600米的賽事。比賽開始後，其隨即選擇搶佔位置展開領放，沿途和出奇致勝保持平排的字體，同時以領先的狀態進入直路。進入直路後，其嘗試加速維持自身的位置，但氣量不足以應付一哩賽事下逐步失速，最終僅跑獲第十。

### 詳細賽績
| 日期       | 舉辦國家/地區 | 馬場 | 距離   | 級別 | 賽事名稱     | 負重 | 騎師     | 馬號 | 出馬 | 名次 | 時間    | 頭馬（二馬）        |
| ---------- | ------------- | ---- | ------ | ---- | ------------ | ---- | -------- | ---- | ---- | ---- | ------- | ------------------- |
| 23/1/2022  | 日本          | 中京 | 草1600 |      | 3歲新馬      | 56   | 池添謙一 | 1    | 16   | 3    | 1:37.5  | Kitasan Sugar       |
| 13/3/2022  | 日本          | 阪神 | 泥1400 |      | 3歲未勝利    | 56   | 坂井瑠星 | 5    | 16   | 3    | 1:25.9  | Vanderbilt          |
| 28/5/2022  | 日本          | 中京 | 草1400 |      | 3歳未勝利    | 56   | 坂井瑠星 | 14   | 18   | 1    | 1:20.4  | （點滴耀彩）        |
| 23/7/2022  | 日本          | 小倉 | 草1200 |      | 大牟田特別   | 54   | 坂井瑠星 | 3    | 17   | 1    | 1:06.9  | （Yoshino Easter）  |
| 25/9/2022  | 日本          | 中京 | 草1200 |      | 知多特別     | 55   | 坂井瑠星 | 10   | 17   | 1    | 1:07.7  | （Wonder Catalina） |
| 11/12/2022 | 日本          | 中京 | 草1200 |      | 知立錦標     | 56   | 藤岡康太 | 6    | 16   | 1    | 1:07.2  | （榮進瞭望）        |
| 29/1/2023  | 日本          | 中京 | 草1200 | GIII | 絲路錦標     | 56   | 藤岡康太 | 8    | 15   | 3    | 1:07.4  | 奈村佳盈            |
| 16/4/2023  | 日本          | 中山 | 草1200 | L    | 春雷錦標     | 57.5 | 連達文   | 10   | 16   | 1    | 1:08.8  | （美肌）            |
| 2/7/2023   | 日本          | 中京 | 草1200 | GIII | CBC賞        | 58.5 | 坂井瑠星 | 8    | 12   | 9    | 1:08.2  | 加市冠冕            |
| 1/10/2023  | 日本          | 中山 | 草1200 | GI   | 短途馬錦標   | 58   | 坂井瑠星 | 10   | 16   | 2    | 1:08.0  | 大海女神            |
| 10/12/2023 | 香港          | 沙田 | 草1200 | GI   | 香港短途錦標 | 57   | 杜滿樂   | 3    | 10   | 8    | 1:09.97 | 金鑽貴人            |
| 24/3/2024  | 日本          | 中京 | 草1200 | GI   | 高松宮紀念   | 58   | 坂井瑠星 | 2    | 18   | 1    | 1:08.9  | （奈村佳盈）        |
| 28/4/2024  | 香港          | 沙田 | 草1200 | GI   | 主席短途獎   | 57   | 坂井瑠星 | 2    | 11   | 11   | 1:11.64 | 賢者無敵            |
| 29/9/2024  | 日本          | 中山 | 草1200 | GI   | 短途馬錦標   | 58   | 坂井瑠星 | 7    | 16   | 11   | 1:07.7  | 賢德之君            |
| 21/12/2024 | 日本          | 京都 | 草1400 | GII  | 阪神盃       | 58   | 坂井瑠星 | 11   | 18   | 2    | 1:20.2  | 奈村佳盈            |
| 30/3/2025  | 日本          | 中京 | 草1200 | GI   | 高松宮紀念   | 58   | 坂井瑠星 | 1    | 18   | 6    | 1:08.7  | 里見夢境            |
| 8/6/2025   | 日本          | 東京 | 草1600 | GI   | 安田紀念     | 58   | 坂井瑠星 | 3    | 18   | 10   | 1:33.3  | 遠觀天象            |

## 血統簡介
父系Dark Angel為愛爾蘭生產的英國賽駒，生涯戰績優秀，曾勝出一級賽中央公園錦標。祖父勝利喝采為英國賽駒，生涯戰績不俗，曾勝出二級賽大奧密錦標，亦於一級賽楠索普錦標跑獲季軍。
母系Mad About You為愛爾蘭賽駒，曾勝出三級賽喜悅錦標，亦於一級賽愛爾蘭一千堅尼和美寶莉錦標取得亞軍、及於馬素爾大賽和莫格雅育馬場錦標取得季軍。外祖父印度山脊為愛爾蘭生產的英國賽駒，生涯活躍於短途賽事，曾勝出二級賽時期的皇席錦標。

### 血統表
| 父線：北地舞人系（Nearctic）                 |                                   |                 |               |
| 種馬 Dark Angel 2005年（灰色）               | 勝利喝采 1999年（棗色）           | Royal Applause  | Waajib        |
| 種馬 Dark Angel 2005年（灰色）               | 勝利喝采 1999年（棗色）           | Royal Applause  | Flying Melody |
| 種馬 Dark Angel 2005年（灰色）               | 勝利喝采 1999年（棗色）           | Princess Athena | Ahonoora      |
| 種馬 Dark Angel 2005年（灰色）               | 勝利喝采 1999年（棗色）           | Princess Athena | Shopping Wise |
| 種馬 Dark Angel 2005年（灰色）               | Midnight Angel 1994年（灰色）     | Machiavellian   | 淘金者        |
| 種馬 Dark Angel 2005年（灰色）               | Midnight Angel 1994年（灰色）     | Machiavellian   | Coup de Folie |
| 種馬 Dark Angel 2005年（灰色）               | Midnight Angel 1994年（灰色）     | Night at Sea    | Night Shift   |
| 種馬 Dark Angel 2005年（灰色）               | Midnight Angel 1994年（灰色）     | Night at Sea    | Into Harbour  |
| 繁殖雌馬 Mad About You 2005年（棗色）        | 印度山脊 1985年（栗色）           | Ahonoora        | Lorenzaccio   |
| 繁殖雌馬 Mad About You 2005年（棗色）        | 印度山脊 1985年（栗色）           | Ahonoora        | Helen Nichols |
| 繁殖雌馬 Mad About You 2005年（棗色）        | 印度山脊 1985年（栗色）           | Hillbrow        | Swing East    |
| 繁殖雌馬 Mad About You 2005年（棗色）        | 印度山脊 1985年（栗色）           | Hillbrow        | Golden City   |
| 繁殖雌馬 Mad About You 2005年（棗色）        | Irresistible Jewel 1999年（棗色） | 丹山            | 單色          |
| 繁殖雌馬 Mad About You 2005年（棗色）        | Irresistible Jewel 1999年（棗色） | 丹山            | Razyana       |
| 繁殖雌馬 Mad About You 2005年（棗色）        | Irresistible Jewel 1999年（棗色） | In Anticipation | 鞍匠井        |
| 繁殖雌馬 Mad About You 2005年（棗色）        | Irresistible Jewel 1999年（棗色） | In Anticipation | Aptostar      |
| 雌系：號族：1-l                              |                                   |                 |               |
| 五代內近親交配：Ahonoora 4×3、北地舞人 5×5×5 |                                   |                 |               |

## 命名由來
名字Mad Cool（マッドクール）出自於西班牙馬德里每年夏天舉辦的一個同名音樂節，亦有繼承母系Mad About You名字之意，香港則取其背後意思，翻譯為「消暑樂祭」。

## 外部連結
- 消暑樂祭 netkeiba.com （页面存档备份，存于）
- 血統表 （页面存档备份，存于）